# Cidade santa

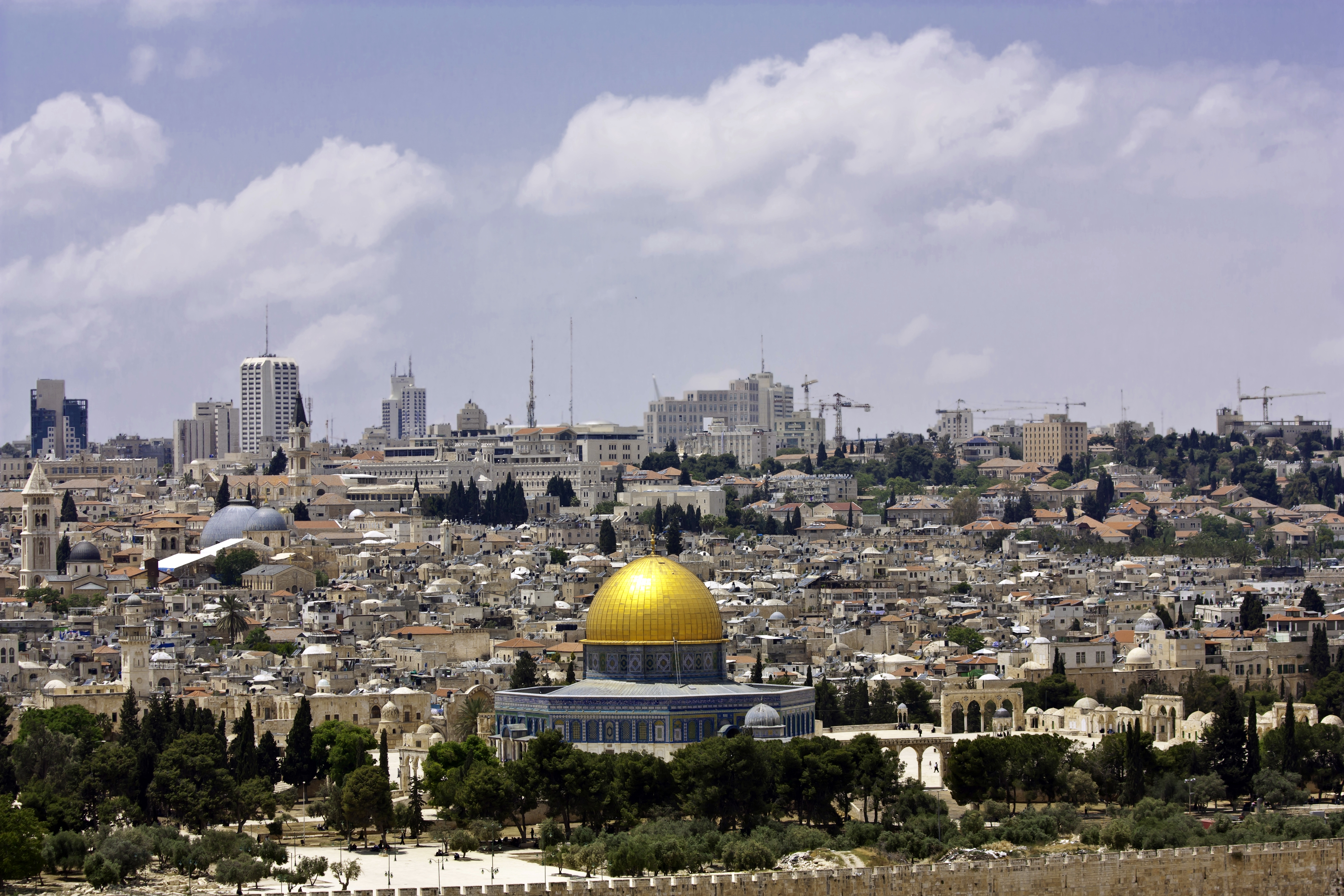
Jerusalém, cidade sagrada para as religiões abraâmicas.

Cidade santa ou sagrada são termos aplicados a cidades fundamentais para a história ou a fé de religiões específicas. Essas cidades também geralmente contêm pelo menos um complexo religioso (muitas vezes, contendo um edifício religioso, seminário, santuário, residência do líder clérigo da religião e/ou câmaras de escritórios da liderança religiosa), que constitui um importante destino de peregrinação para a cidade, especialmente para grandes cerimônias e eventos. 
A cidade santa é uma cidade simbólica, representando atributos que vão além de suas características naturais. Os especialistas em publicidade têm sugerido que as cidades sagradas podem ser as marcas mais antigas da história da humanidade, porque elas têm um alto valor para seus adeptos religiosos.

## Jerusalém
A Cidade de Jerusalém e conhecida como a Cidade Santa, talvez uma das principais nesta categoria, pois compreende um dos maiores santuários religiosos mundiais, sendo importante para as três principais religiões mundiais, o Judaísmo, Islamismo e o Cristianismo.

## Vaticano
Citada em Roma, o Vaticano é um dos principais santuários para o catolicismo, sendo o lar do Papa e de toda a estrutura religiosa mundial católica. Todos os anos, a cidade recebe turistas e fiéis, sendo uma dos principais destinos religiosos.